# Mimi Rogers

Mimi Rogers en Tom Cruise (1989)

Miriam Spickler – artiestennaam Mimi Rogers – (Coral Gables, 27 januari 1956) is een Amerikaans filmactrice en pokerspeelster.
Rogers werkt sinds 1995 samen met filmproducent Chris Ciaffa, met wie ze sinds maart 2003 gehuwd is. Het echtpaar heeft een dochter en een zoon. Rogers was eerder getrouwd met Jim Rogers (1977-1980) en met acteur Tom Cruise (1987-1990). Ze was lid van Scientology tot 2013.
Rogers poseerde voor Playboy in 1993. De foto's werden in elf landen uitgegeven.

## Filmografie
- Biblioteca Nacional de España: XX1150263
- Bibliothèque nationale de France: cb13938709q (data)
- Gemeinsame Normdatei: 142100560
- International Standard Name Identifier: 0000 0000 8130 7100
- Library of Congress Control Number: no98099040
- Nationale Bibliotheek van Israël: 987007444437405171
- Nationale Bibliotheek van Polen: a0000001712436
- Nederlandse Thesaurus van Auteursnamen: 074193546
- SNAC: w6d22td9
- Système universitaire de documentation: 130596485
- Virtual International Authority File: 51879397
- WorldCat: E39PBJjtcBPkHJmrxpcFDPgtKd